# Mechanitis dariensis
Mechanitis dariensis är en fjärilsart som beskrevs av Brown 1977. Mechanitis dariensis ingår i släktet Mechanitis och familjen praktfjärilar. Inga underarter finns listade i Catalogue of Life.